# Leopold von Tettenborn
Leopold Heinrich Ferdinand von Tettenborn und Wolff (* 18. Februar 1853 in Reichenberg, Landkreis Oberbarnim; † 19. August 1917 in Breslau) war ein deutscher Verwaltungsbeamter.

## Leben
Die Eltern waren der Ritterschaftsdirektor am Kur- und Neumärkisches Ritterschaftliches Kreditinstitut zu Berlin Albert von Tettenborn und Wolff (1818–1889) und Cäcilie von Seydewitz (1831–1917). Deren heimatliches  Rittergut Reichenberg im Oberbarnim hatte eine Grundfläche von 910 ha, davon 178 ha Forsten.
Leopold von Tettenborn studierte Rechtswissenschaften an der Ruprecht-Karls-Universität Heidelberg. 1872 wurde er Mitglied des Corps Saxo-Borussia Heidelberg. Nach dem Studium trat er in den preußischen Staatsdienst ein. Als Königlicher Regierungsassessor wurde er im August 1885 zum Landrat des Landkreises Neumarkt ernannt. 1900 trat er dem Johanniterorden bei und war dort Ehrenritter, Mitglied der Provinzialgenossenschaft Schlesien. Neben der Landratstelle übernahm er vom Gutsbesitzer Guido von Stoesser auf Schloss Rackschütz einige Ehrenämter in Schlesien, wie etwa bei der Schlesischen Landschaft.
Am 1. August 1917 wurde er in den Ruhestand versetzt. 18 Tage später verstarb er.

## Auszeichnungen
- Ernennung zum Geheimen Regierungsrat[7]
- Königlicher Kronen-Orden, 1917[6]